# 释妙江
释妙江（1953年—），男，汉族，中华人民共和国佛教僧人，中国佛教协会副会长、山西省佛教协会副会长、五台山佛教协会会长、五台山碧山寺方丈，第十一届全国政协委员。

## 生平
2008年，当选第十一届全国政协委员，代表宗教界，分入第五十一组。并担任民族和宗教委员会专委。2018年1月，当选第十三届全国政协委员。